# کوبانی
کوبانی (نام رسمی: عین‌العرب) (به کردی: کۆبانی–Kobanî) (به سریانی: ܟܘܒܐܢܝ‎) شهری واقع در بخش‌های کردنشین سوریه است. این شهر در استان حلب در شمال سوریه واقع شده است. جمعیت این شهر ۵۲٬۱۱۵ نفر است. کوبانی در نزدیکی محدوده مرزی با ترکیه واقع شده است. این شهر تا مرز ترکیه کمتر از دو کیلومتر فاصله دارد.
قبل از جنگ داخلی سوریه، کوبانی با قریب به ۴۵٬۰۰۰ نفر جمعیت ثبت شده بود. اکثریت ساکنین کردها بودند و دارای اقلیت‌های عرب، ترکمن و ارمنی بودند.
از سپتامبر ۲۰۱۴ تا ژانویه ۲۰۱۵، این شهر توسط دولت اسلامی عراق و شام تحت محاصره بود. بسیاری از اماکن شهر ویران شد و بیشتر جمعیت به ترکیه گریختند. در سال ۲۰۱۵، پس از بازگشت بسیاری از ساکنان به شهر، بازسازی شهر آغاز شد.

## موقعیت جغرافیایی
تپه میشه‌نور در شرق و تپه تل‌شعیر در ۴ کیلومتری غرب شهر کوبانی واقع شده. شمال شهر کوبانی نقطه صفر مرزی با کشور ترکیه است.
شهر کردنشین سوروچ در ترکیه، در فاصله ۱۵ کیلومتری با کوبانی واقع شده است.

## جنگ داخلی سوریه
در ۱۹ ژوئیه ۲۰۱۲ یگان‌های مدافع خلق (YPG) کنترل کوبانی را به دست گرفتند. مقامات سوریه در کوبانی و دیگر شهرهای کردنشین سوریه، ادارات و مراکز دولتی را بدون هیچ گونه درگیری بین نیروهای سوریه و کردها تخلیه کردند. از ژوئیه ۲۰۱۲، کوبانی تحت کنترل نیروهای کرد قرار گرفت. سیاستمداران کُرد خودمختاری منطقه را پیش‌بینی کردند که بخشی از آن را کردستان سوریه در بر می‌گیرد.

### محاصره کوبانی
پس از رویدادهای مشابه دیگر در اوایل سال ۲۰۱۴، در ۲ ژوئیه شهر و روستاهای اطراف کوبانی تحت حملهٔ گسترده جنگجویان دولت اسلامی عراق و شام قرار گرفتند. داعش در ۱۶ سپتامبر محاصره کوبانی را با هجوم همه‌جانبه از غرب و جنوب این شهر از سر گرفت.

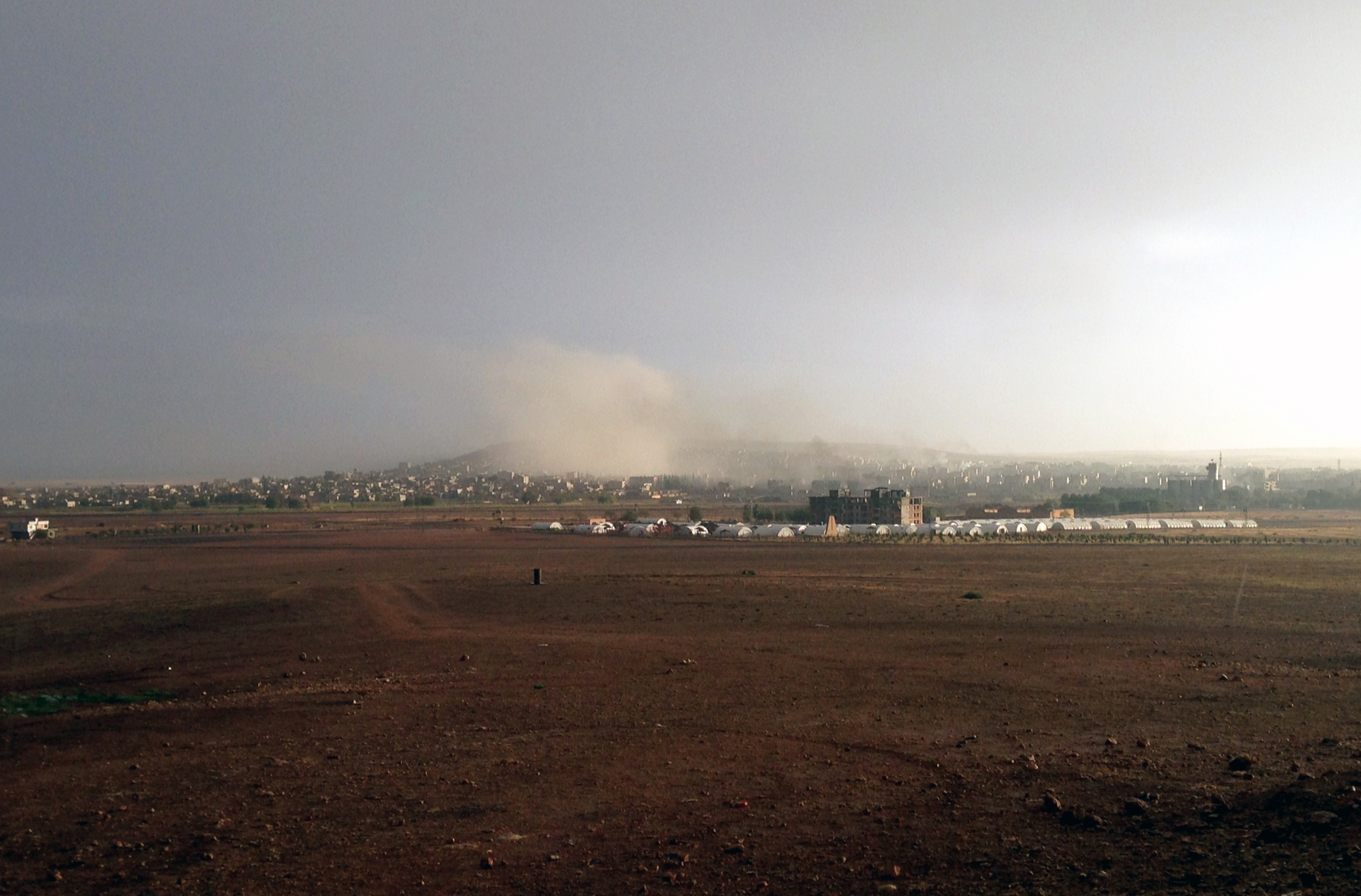
کوبانی در طی بمباران اهداف داعش توسط ائتلاف تحت رهبری ایالات‌متحده. عکس از مرز ترکیه و سوریه در سوروچ، که اردوگاه پناهندگان را در فاصله میانه نشان می‌دهد (اکتبر ۲۰۱۴)

کانتون کوبانی چند ماه تحت حمله شبه نظامیان داعش قرار داشت. در سپتامبر ۲۰۱۴، شبه نظامیان بیشتر منطقه کوبانی را تصرف کردند و بیش از ۱۰۰ روستای کردنشین را به تصرف خود درآوردند. در نتیجه پس از تصرف شهر توسط داعش، بیش از ۲۰۰٬۰۰۰ پناهنده کُرد از کانتون کوبانی به ترکیه گریختند. اما مقامات ترکیه اجازه ندادند که پناهندگان با وسایل نقلیه یا احشام وارد ترکیه شوند.

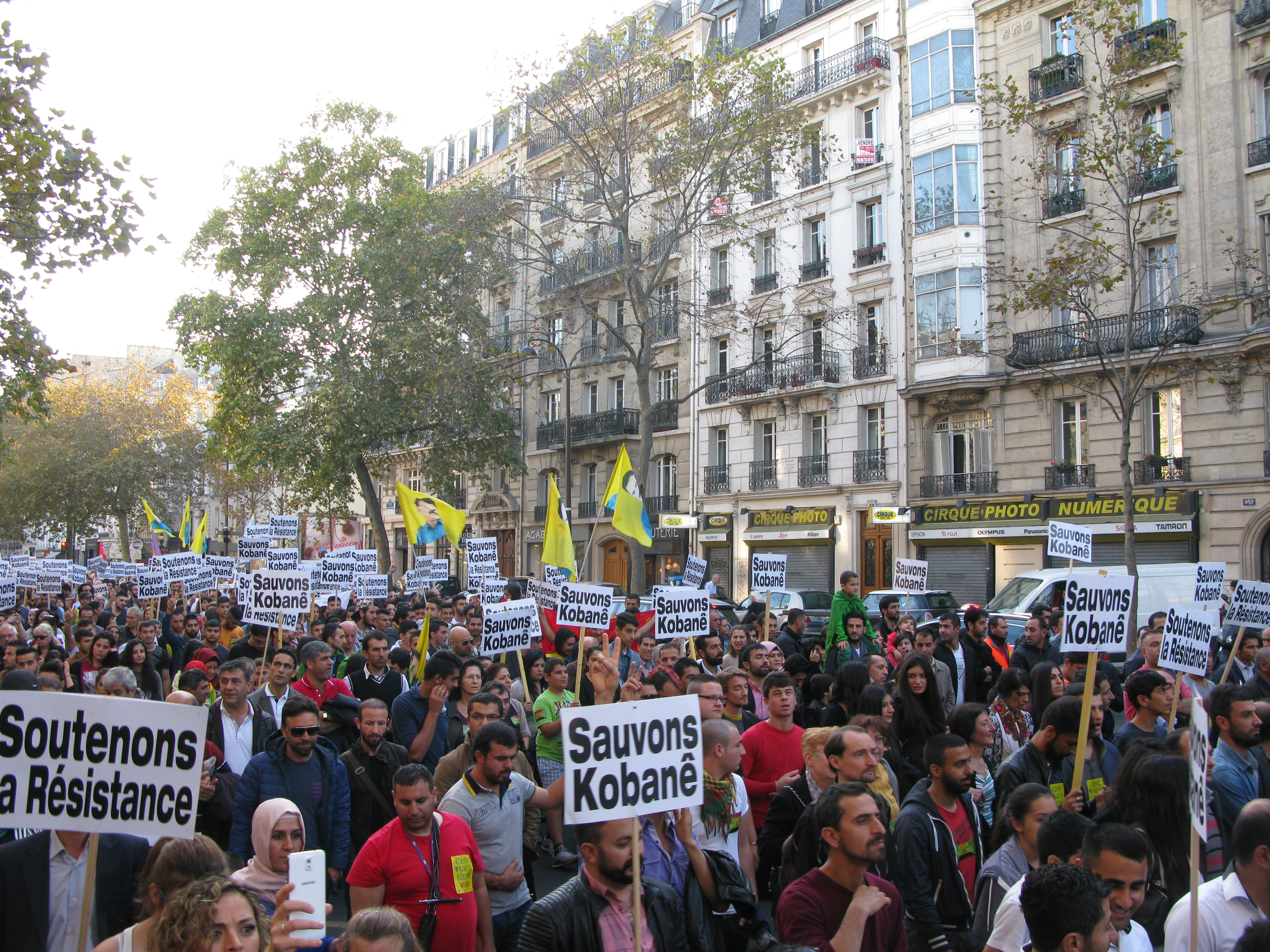
در ۱ نوامبر ۲۰۱۴ در نقاط مختلف سراسر جهان در حمایت از کوبانی تظاهرات برگزار شد.

ستیزه‌جویان داعش در روستاهای تصرف شده، اقدام به قتل‌عام زنان ربوده‌شده کردند. با این حال، ستیزه‌جویان داعش قادر به تصرف کامل کوبانی نشدند، زیرا نیروهای YPG و YPJ توانستند از بخشی از کوبانی و چند شهرک در حوالی آن دفاع کنند. پس از هفته‌ها انزوا، که ناشی از ممانعت ترکیه از ورود اسلحه و جنگنده‌ها به این شهر بود (که به نوبه خود به دلیل خصومت ترکیه نسبت به کردها با هر گونه ارتباط با پ ک ک) بود، نیروهای ائتلاف به رهبری ایالات‌متحده شروع به هدف قرار دادن مواضع داعش با تعداد بیشتری از حملات هوایی کردند. از سپتامبر ۲۰۱۴ تا ژانویه ۲۰۱۵، صدها حمله هوایی به جنگجویان داعش انجام شده و اغلب ساختمان‌های اداری و خانه‌ها را در مرکز شهر هدف قرار گرفتند و همین باعث توقف پیشروی داعش شد. در ۲۰ اکتبر چند گزارش وجود داشت مبنی بر اینکه ترکیه تحت فشار قابل‌توجه ایالات‌متحده اجازه داد تا مبارزان کرد از کردستان عراق وارد کوبانی شوند. در ۲۹ اکتبر حدود ۱۵۰ سرباز کُرد پذیرفته شدند که پس از آن موج محاصره به نفع کردها تغییر شد. در ۲۶ ژانویه ۲۰۱۵ با شکسته شدن محاصره کوبانی، داعش از کوبانی عقب‌نشینی کرد و در نتیجه این شهر به کنترل YPG درآمد.

### کشتار کوبانی (ژوئن ۲۰۱۵)
در ۲۵ ژوئن ۲۰۱۵، پیکارجویان دولت اسلامی عراق و شام سه بمب را در کوبانی، نزدیک به گذرگاه مرزی ترکیه منفجر کردند و حمله غافلگیرانه ای را در این شهر انجام دادند. دست‌کم ۲۲۰ غیرنظامی کُرد در کشتارهای جمعی پیکارجویان داعش کشته شدند یا توسط راکت‌های این گروه کشته شدند. تعدادی دیگر نیز در این حمله زخمی شدند در نتیجه این حمله تبدیل به یکی از بدترین قتل‌عام‌های داعش در سوریه شد. در یک گزارش دیگر، دیدبان حقوق بشر سوریه و سخنگوی یگان‌های مدافع خلق اعلام کردند که بیش از ۲۰۰ غیرنظامی کرد قتل‌عام شدند. زنان و کودکان در میان اجسادی بودند که در داخل خانه‌ها و خیابان‌های کوبانی و روستاهای اطراف آن یافت شدند. بعداً دیده‌بان حقوق بشر سوریه اظها کرد که داعش به هر چیزی که حرکت می‌کند شلیک کرده است. از جمله در روستای برخ بوتان، در حدود ۲۰ کیلومتری جنوب کوبانی مرتکب جنایت جنگی شده است و حداقل ۲۳ کرد سوری شامل زنان و کودکان را اعدام کرده است. نیروهای کرد و دولت سوریه ترکیه را به دست داشتن در حمله متهم کردند، اما ترکیه این ادعاها را انکار کرد.

### بازسازی و توسعه
پس از شکستن محاصره داعش در اوایل سال ۲۰۱۵، هیئت بازسازی کوبانی خواستار کمک‌های بین‌المللی شد. به گفته سخنگوی کردهای سوریه که شهر را کنترل می‌کنند، ۷۰ درصد کوبانی تخریب شده بود. تلاش‌های بسیاری برای حمایت از کوبانی، به ویژه از جوامع کُرد در ترکیه و عراق صورت گرفته است. کمک‌های بسیاری از سازمان‌های اروپایی نیز ارائه شده است. از ماه مه ۲۰۱۵، ترکیه مرز را بسته نگه داشته، اما به برخی از مواد اجازه داده تا به شهر برسند. جامعه جهانی، از جمله ایالات متحده آمریکا، هیچ علاقه ای به بازسازی این شهر نشان نداده است، و بر ترکیه به این موضوع فشار نیاورده اند. تا ماه مه ۲۰۱۵، بیش از ۵۰٬۰۰۰ نفر به شهر ویران شده بازگشتند. در ماه مه مقامات کوبانی با کمک شهرداری دیاربکر توانستند پس از ۸ ماه آب جاری، تعمیر خطوط لوله و تمیز کردن مخزن آب اصلی، پمپ آب و تأمین آب منطقه شهری را احیا کنند. تا مه ۲۰۱۶، با وجود چالش‌های محاصره ترکیه، بازسازی و بازگشت ساکنان به خوبی در راه بود.
در سپتامبر ۲۰۱۶، هلال‌احمر کرد، علی‌رغم هشدارهای مکرر اتحادیه اروپا، در شهر تحت نام «بیمارستان کوبانی»، اولین بیمارستان خود در کانتون کوبانی، پس از آنکه بسیاری از سازمان‌های بین‌المللی دست یاری داده بودند و تجهیزات پزشکی ویژه، یونیسف و پزشکان بدون‌مرز را به‌طور خاص ارسال کردند، یک بیمارستان را افتتاح کرد. اتحادیه اروپا این هشدارها را به این دلیل ارسال کرده‌بود که این بیمارستان از صاحب قانونی مشروع، دکتر عزت افندی، یک شهروند اتریشی، به زور اسلحه گرفته شده است. بسیاری از اسناد و بومیان این ادعا را تأیید کرده‌اند.
تا سال ۲۰۱۹، قساوت‌های داعش باعث شد که بسیاری از خانواده‌هایی که در کوبانی سکونت دارند دین مسیحیت را بپذیرند در حالی که سایر ساکنان ترجیح دادند که ملحد و نژادپرست شوند.

### ورود نیروهای سوریه و روسیه

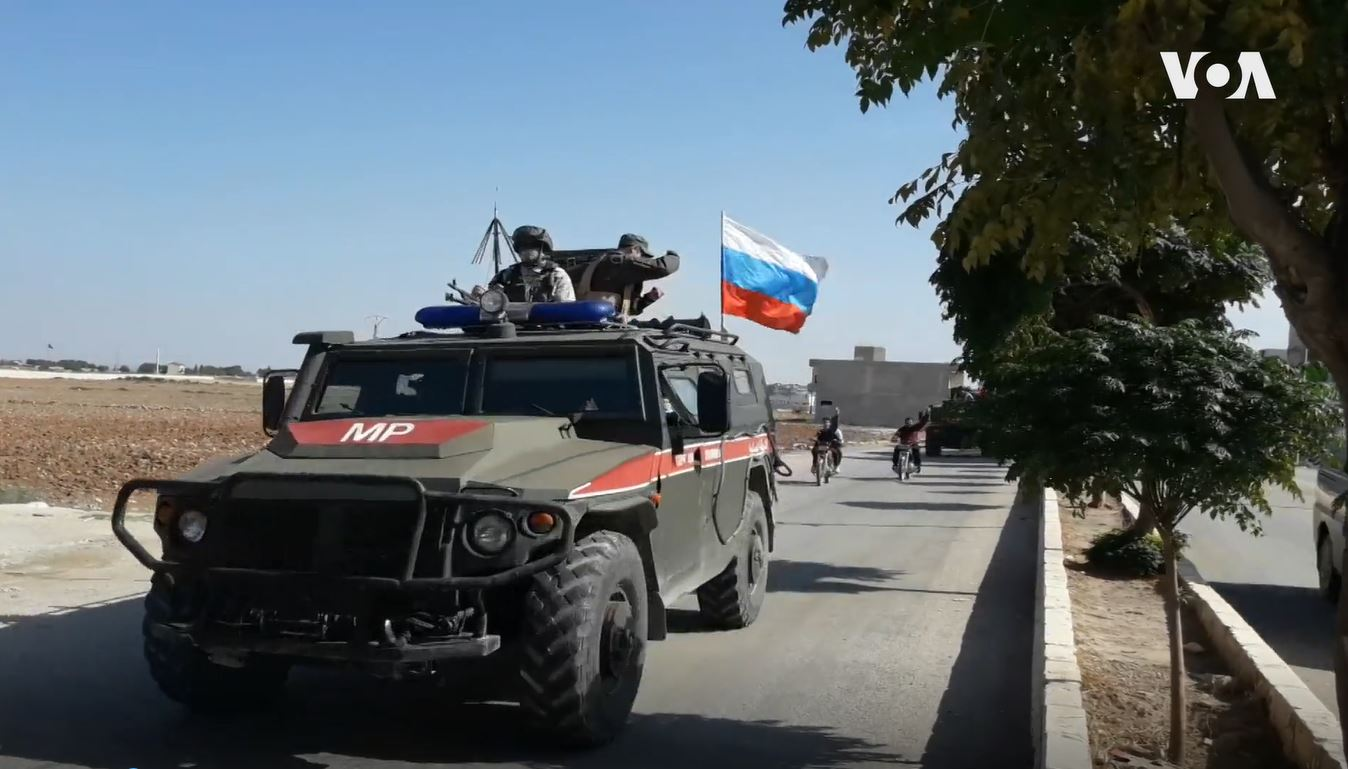
پلیس نظامی روسیه در کوبانی در ۲۳ اکتبر ۲۰۱۹

پس از حمله نظامی ترکیه به شمال سوریه (۲۰۱۹) موجودیت این شهر مورد تهدید قرار گرفت، در نتیجه نیروهای دموکراتیک سوریه با دولت سوریه به توافق رسیدند براساس این توافق، ارتش سوریه که مورد حمایت پلیس نظامی روسیه است، نیروهای خود را به کوبانی اعزام خواهد کرد تا مانع حمله ترکیه شود. نیروهای طرفدار دولت تا میانه اکتبر ۲۰۱۹ وارد شهر شدند و رسانه‌های دولتی سوریه تصاویری از سربازان سوری را منتشر کردند که پرچم سوریه را در شهر بالا برده‌اند. پس از پذیرش توافق‌نامه «منطقه حائل» در شمال سوریه، به نیروهای نظامی کرد دستور داده شد تا از شهر خارج شوند. با این حال، گزارش شده است که اداره مستقل شمال و شرق سوریه هنوز در کنترل داخلی این شهر قرار دارد، در حالی که نیروهای سوریه و روسیه در امتداد مناطق مرزی موضع گرفته‌اند و گشت‌های نظامی در امتداد خیابان‌های شهر را آغاز کرده‌اند.